# Nagy szikibagoly
A nagy szikibagoly vagy nagy szikibagolylepke (Gortyna borelii) egy Európában több helyen előforduló, ám Magyarországon kiemelt jelentőségű lepkefaj, populációjának súlypontja itt található, a faj egyedül itt nincsen végveszélyben.

## Táplálkozása
A nagy szikibagoly erősen kötődik lárvális tápnövényeihez, a nagy termetű, szálas levelű, vastag gyökerű kocsord (Peucedanum) fajokhoz – Magyarországon ez a védett sziki kocsord (Peucedanum officinale). Általában ahol a tápnövény nő, ott a lepke is megtalálható. Más vidékeken tápnövényei a Peucedanum gallicum és a Peucedanum longifolium is. Mesterséges körülmények között akár közönséges sárgarépán (Daucus carotta) is felnevelhető.

## Élőhelye
Élőhelye megegyezik tápnövényének élőhelyével, Magyarországon elsősorban a sziki magaskórós növénytársulásokban fordul elő, amely főleg sziki tölgyesek tisztásain és szegélyén, valamint a nagyobb alföldi folyók egykori árterének különböző mértékben kiszáradt és elszikesedett gyepeiben található meg. A harmadik tipikus élőhely az Északi-középhegység déli lejtőin, gyakran egykori szőlők helyén kialakult félszáraz gyepek, többnyire lejtősztyepprétek.
Míg az erdősztyepp jellegű sziki tölgyesek szélein-tisztásain növő sziki magaskórósok környezetvédelmi szempontból stabil élőhelynek tekinthetők, addig a második csoportba tartozó gyepek fajösszetétele jelentősen változhat, a sziki kocsordot kiszoríthatja a réti őszirózsa (Aster punctatus), amit a megfelelő idejű kaszálás akadályozhat meg.

## Fenológia

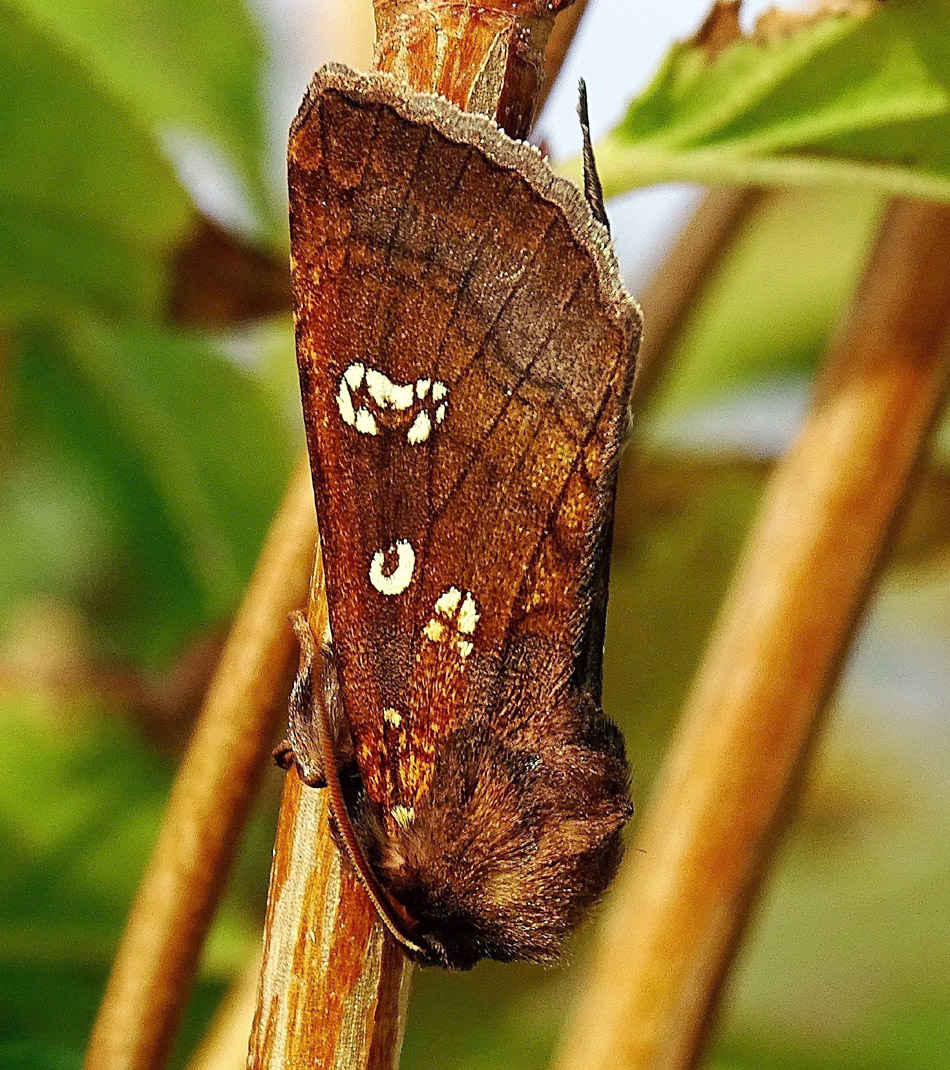
Nagy szikibagoly felnőtt példánya

### Imágó
A nagy szikibagoly imágói átlagos időjárási körülmények között szeptemberben kelnek ki, október végéig repülnek,
rajzáscsúcsuk pedig október első hetében van. Nagy szárazság esetén a kikelés jóval korábbra tolódhat. 
A lepkék rendszerint a besötétedést követően azonnal repülni kezdenek és hajnalig aktívak. Monitorozásukra a szokásos lámpázásos módszer nem jól alkalmazható, a lepke kíméletét is szolgáló „hernyórágás-keresés” módszere megfelelőbb.
A lepkefaj diszperziós vagy terjedési képessége nagy, Magyarországon sokszor megfigyelték belvárosi lámpaoszlopokon, csárdák, kocsmák megvilágított falán, még HÉV-megállóban is, valószínűleg akár 15-20 kilométert is képesek megtenni. Ebből adódóan a lepkefaj kolonizációs, rekolonizációs képessége hazánkban igen erős, ezért képesek a nem túl távoli elkülönült populációk is összeköttetésben maradni, egyfajta metapopulációs szerkezetet fenntartva.

### Pete
A nőstény lepke általában valamilyen széles levelű pázsitfűféle (Poaceae) levélhüvelyébe petézik „oly módon, hogy potrohának utolsó ízén lévő, erős kitinképződményével a levélhajlatokat kissé felfeszítve, hosszú tojócsövével a
keletkezett hasítékba rakja, halvány, hússzínű kötőanyagba ágyazva”. Ennek természetvédelmi következménye, hogy a kocsordos élőhelyeken nem elegendő a sziki kocsord megőrzése, hanem kaszálatlan, magas füvű gyeprészeket kell kialakítani, hogy a nagy szikibagoly szeptember-októberben le tudja rakni petéit. A lerakott peték telelnek át.

### Hernyó
A hernyók április közepe és május második hete között kelnek ki. Első fejlődési stádiumuk (L1; a kikeléstől az első vedlésig) 4-5 napig tart, maga a vedlés kb. 48 órát vesz igénybe. Az L1 hernyónak a kikelés után mindössze egy napi energiatartaléka van a tápnövény megtalálására. Ilyenkor a sziki kocsord zsenge hajtásainak epidermiszét hámozza, jelenlétét fekete színű ürülék jelzi a hajtások felszínén.
Az L2-L3 stádiumok május eleje és július közepe közé tehetők a kikelés időpontjától függően, a vedlések között 7-8 nap telik el. Az L2 stádiumú lárva a tápnövény szárának a földfelszín feletti részébe rágja be magát, ahol az L3 stádium végéig endofág életet él (a tápnövény szárának felszín feletti részében felfelé-lefelé rágva táplálkozik). Jelenlétéről ekkor a tápnövény szárán, a levelek hónaljában és a szár tövénél megfigyelhető sárgásfehér ürüléknyomok, -halmocskák árulkodnak. Ekkor a hernyók még sokan vannak: gyakori, hogy egy tápnövényen több is él. Ha ilyenkor kaszálják a rétet, az akár az egész populációt elpusztíthatja, mert a hernyók ekkor még a földfelszín felett tartózkodnak.
Az L4 stádium a harmadik vedléstől kb. 10 napon át, az L5 stádium a negyedik vedléstől mintegy 10-15 napig tart, az L6 stádium pedig az utolsó, ötödik vedlés és a bábozódás közötti időszak. Ez utóbbi másfél-két hónapig is eltarthat, mert ekkor a viszonylag nagy, igen keveset mozgó hernyó lassan fejlődik.
Az L4 stádiumtól a lárvák a tápnövény föld alatti részeit eszik. Változó mélységekben fogyasztják a tápnövény táplálékot raktározó, vastag gyökereit. Az idősebb hernyó valószínűleg nem a gyökérben táplálkozik, csupán megrágja azt. A hernyó járatot ás a növény mellett, és azon löki a felszínre feleslegessé vált rágását és ürülékét. Ez a felszínen a szakértő számára félreismerhetetlen, tenyérnyi méretű, 1–2 cm magas sárgásfehéres, granulátumszerű kupaccá gyűlik össze. Ebben az életszakaszban sok hernyó pusztul el – angol kutatók szerint azért, mert fejlődésüknek ebben a szakaszában a hernyók felfalják egymást. Az esetek túlnyomó többségében egy kocsord tövön egyetlen szikibagoly hernyó fejlődik ki. A talaj alatti időszakban a populáció egyedszámát jelentősen csökkenthetik a nyár közepi, kiadós esőzések is, a lárvák ugyanis ilyenkor nem menekülnek el, hanem járataikba húzódva mintegy  „a sorsra bízzák magukat”. König Frigyes kutatásai szerint a hernyók két napi folyamatos vízborítást átvészelnek, majd a harmadikon pusztulni kezdenek; négy napos vízborítás után alig néhány túlélő marad.

### Báb
A nagy szikibagolylepke tipikusan augusztusban, egyes helyeken szeptemberben bábozódik. A bábok változó mélyen, sokszor a felszín közvetlen közelében, a járat nyílásánál, a tápnövény gyökfőjéhez rögzítve, de néha 30–40 cm mélyen találhatók. Talán ez a variáció az oka a faj igen elnyújtott repülési idejének. Bábozódáskor a hernyó igyekszik a járatot úgy kialakítani, hogy az imágó nehézség nélkül a felszínre juthasson. Ezt a kijáratot azonban eltömítheti a nehéz munkagépekkel végzett természetvédelmi kaszálás.

## Elterjedése
A Gortyna borelii különleges, szaggatott elterjedésű bagolylepkefaj, amit egyetlen alkalommal észleltek Európán kívül. Európában széles körben elterjedt, ám a Kárpát-medencén kívül mindenhol csak izolált élőhelyeken jelenik meg. Példányai a síkságoktól mintegy 1000 méter magasságig fordulnak elő (Mehádiai-hegység, francia Alpok, Pireneusok déli lejtői). A Pannon-régión kívül észlelték Nagy-Britannia, Franciaország, Spanyolország,
Olaszország, Németország, Lengyelország, Szerbia, Montenegró, Horvátország, Bulgária, Románia, Ukrajna és Oroszország területén is. Elterjedési területe Európára korlátozódik, ahol élőhelyeit nagyrészt mezőgazdasági
művelésbe vonták. A faj hosszútávú megőrzési lehetőségét egyedül a kárpát-medencei (ezen belül is főleg a Pannon életföldrajzi
régióban található) populációk kiemelt védelme jelentheti.

### Magyarországon
A nagy szikibagolylepke Magyarországon az Alföld több területén és a középhegységek déli peremterületein, nagyon lokálisan, a sziki kocsordhoz kötötten él. A Bereg-Szatmári síkon, a Taktaközben, a Déli-Bükkben, Bükkalján, Mátraalján, a Borsodi-Mezőségben, a Hevesi-síkon, a Jászságban, a Tápió-vidéken, a Hortobágyon (ez a klasszikus lelőhelye), a Hajdúságban, a Bihari-síkon, a Nagykunságban, a Kis- és Nagy-Sárréten, a Körös-Maros közén, a Tisza-völgy déli részén bizonyítottan előfordulnak populációi, 124 lelőhelyről ismert a faj.

## Természetvédelmi helyzet
Magyarországon fokozottan védett faj, egyedeinek pénzben kifejezett értéke 250 000 Ft. A magyar Nemzeti Biodiverzitás-monitorozó Rendszer (NBmR) minimális programjában szerepel.